# کارات-تاماک
کارات-تاماک (انگلیسی: Karat-Tamak) یک شهرک در شهرستان تویمازینسکی استان باشقیرستان کشور روسیه است.